# Frano Vićan
Frano Vićan, né le 24 janvier 1976 à Dubrovnik, est un joueur croate de water-polo.
Il est champion olympique en 2012 avec l'équipe de Croatie de water-polo masculin.